# Ibrahim Abboud
Ibrahim Abboud (5. listopada 1899. – 1983.), sudanski general i političar. Završivši Vojnu akademiju u Khartoumu, bio je na različitim dužnostima u sudanskoj vojsci. Sudjelovao je u Drugom svjetskom ratu, a od 1956. godine je vrhovni zapovjednik sudanske vojske. Poslije vojnog udara 17. studenog 1958. godine u svojstvu predsjednika novoformiranog Vrhovnog vijeća oružanih snaga nalazio se na položaju šefa države, predsjednika vlade i ministra narodne obrane. U prosincu 1964. godine predstavnici političkih stranaka, oborivši vojni režim, primorali su ga da podnese ostavku. Sudjelovao je u radu Beogradske (1961.) i Kairske (1964.) konferencije Nesvrstanih zemalja.